# Discestra salicorniae
Discestra salicorniae är en fjärilsart som beskrevs av Dumont 1925. Discestra salicorniae ingår i släktet Discestra och familjen nattflyn. Inga underarter finns listade i Catalogue of Life.